# Thermes-Magnoac
Thermes-Magnoac település Franciaországban, Hautes-Pyrénées megyében. Lakosainak száma 230 fő (2022. január 1.). Thermes-Magnoac Mont-d’Astarac, Boulogne-sur-Gesse, Betbèze, Casterets, Lalanne és Sariac-Magnoac községekkel határos.

## Népesség
A település népessége az elmúlt években az alábbi módon változott:
| Lakosok száma | 220  | 185  | 171  | 160  | 220  | 216  | 212  | 211  | 209  | 230  |
|               | 1962 | 1975 | 1982 | 1999 | 2013 | 2015 | 2017 | 2019 | 2020 | 2022 |